# Kvarndammen (Hults socken, Småland)
Kvarndammen är en sjö i Eksjö kommun i Småland och ingår i Emåns huvudavrinningsområde.